# Tatiana Seguin
Tatiana Seguin, née le 29 décembre 1983 à Angoulême, est une danseuse, chorégraphe et comédienne française.

## Biographie
Tatiana Seguin suit une formation au Conservatoire national supérieur de musique et de danse de Paris en 1998 et à l'Alvin Ailey American Dance Theater de New York en 2007.
En 2003, elle danse dans la comédie musicale Les Demoiselles de Rochefort, sous la direction de Redha. De 2003 à 2008, elle fait partie de la troupe de danseuses professionnelles à Star Academy en France sous la direction de Kamel Ouali, ce qui lui permet de se faire connaître du grand public. En 2009, elle danse pour Kamel Ouali dans la comédie musicale Cléopâtre. Elle se produit également dans la tournée européenne de Kylie Minogue intitulée Kylie X Tour, ou pour Shy'm.
En 2010, Tatiana Seguin est l'héroïne du téléfilm Fais danser la poussière, qui obtient le prix du public au Festival du film de télévision de Luchon, et fait l'objet d'une rediffusion en 2012 2014, 2016 et 2018.
En 2012, elle crée le Grand Festival de la danse à Angoulême dont elle est native.

## Filmographie
- Fais danser la poussière, un téléfilm réalisé par Christian Faure.